# Eduard Admetlla i Lázaro
Eduard Admetlla i Lázaro (Barcelona, 10 de gener de 1924 – 8 d'octubre de 2019) fou un submarinista i un dels pioners de l'exploració submarina a Catalunya i a l'Estat espanyol. Inventor de caixes estanques per a càmeres fotogràfiques, inventor d'un prototip d'escafandre autònom, provador de material de submarinisme per a la casa Nemrod, director de sèries de televisió i divulgador. Va ser president de la Federació Catalana d'Activitats Subaquàtiques i impulsor del Centre de Recuperació i d'Investigacions Submarines. També fou membre d'honor de la Historical Diving Society Spain.

## Biografia
S'inicià en el submarinisme el 1948, inscrivint-se a l'Associació de Pesca Submarina (APS) de Barcelona. En un primer moment fou un pescador subaquàtic, activitat que aviat deixà per considerar que no es podia entrar al mar armat. Aquesta visió de l'entorn marí el portà a ser soci fundador, el 1950, del Centre de Recuperació i d'Investigacions (CRIS). L'any 1953 construí i provà amb èxit un prototipus experimental d'escafandre autònom. El 30 de setembre de 1957, a la base naval de Cartagena, aconseguí el rècord mundial de descens individual amb escafandre autònom d'aire comprimit baixant fins als 100 metres de profunditat. Va ser president de la Federació Catalana d'Activitats Subaquàtiques del 1969 al 1970, i fou soci honorari de la Historical Diving Society Spain (HDSES)
Va escriure cinc llibres en què explica les seves experiències submarines: La llamada de las profundidades, Mis amigos los peces, ¡Fondo!, Tierras y profundidades i Mi aventura submarina.
Seguint els treballs de Hans Hass i Jacques Yves Cousteau, Eduard Admetlla ha estat pioner a l'Estat espanyol en fotografia i filmació submarina. La primera sèrie documental que dirigí fou Rumbo sur, filmada en blanc i negre. Després d'aquesta experiència es professionalitzà fundant la productora Volitans Films, S.L., amb la qual filmà les sèries: La llamada de las profundidades, rodada a les illes Seychelles; Nuestras islas, rodada a les illes Balears i les Canàries, i Tierras y profundidades, al Carib. Totes emeses per Televisió Espanyola. A més, per a TV3 enregistrà la sèrie documental La natura en profunditat.
El 2018 va rebre la Creu de Sant Jordi "per la seva valuosa aportació a l'exploració submarina com a inventor de caixes estanques per a càmeres fotogràfiques i d'un prototip d'escafandre autònom".

## Llibres
- La llamada de las profundidades. Editorial Juventud, 1957.
- La llamada de las profundidades. Editorial Juventud, 1957. Versió en col·lecció Z 1961.
- La llamada de las profundidades. Editorial Juventud, 1957.Reeditat per EDIM el 1999. ISBN 84-605-8808-4
- La llamada de las profundidades. Editorial Juventud, 1957. Reeditat per l'autor el 2009. ISBN 84-605-8808-4
- La llamada de las profundidades. Editorial Juventud, 1957. Reeditat per l'autor el 2010. ISBN 84-605-8808-4
- Mis amigos los peces. Bruguera, 1983. ISBN 84-02-09549-6.
- Mis amigos los peces. Reeditat per l'autor el 2010. ISBN 84-02-09549-6.
- ¡Fondo!. Plaza & Janes, 1976. ISBN 84-01-33095-5.
- ¡Fondo!. Plaza & Janes, 1978. ISBN 84-01-48032-9 (edició de butxaca)
- Tierras y profundidades. Bruguera, 1983. ISBN 84-02-07764-1.
- Mi aventura submarina. Barcelona: Grijalbo, 1984. ISBN 978-8425315404.